# (3093) Bergholz
(3093) Bergholz est un astéroïde de la ceinture principale.

## Description
(3093) Bergholz est un astéroïde de la ceinture principale. Il fut découvert le 28 juin 1971 à Naoutchnyï par Tamara Smirnova. Il fut nommé en honneur de Olga Bergholtz. Il présente une orbite caractérisée par un demi-grand axe de 2,68 UA, une excentricité de 0,21 et une inclinaison de 12,8° par rapport à l'écliptique.

## Compléments